# Chiesa di Santa Maria Addolorata (Bardi)
La chiesa arcipretale di Santa Maria Addolorata è un luogo di culto cattolico dalle forme neobizantine situato in piazza Vittoria 13 a Bardi, in provincia di Parma e diocesi di Piacenza-Bobbio; è sede di una parrocchia compresa nel vicariato della Val Taro e Val Ceno e conserva al suo interno la Pala di Bardi del Parmigianino.

## Storia
Sul luogo dell'attuale tempio sorgeva prima del 1455 l'ospedale di San Giacomo, sulle cui rovine i padri serviti, stanziatisi a Bardi nel 1478, edificarono un convento con annessa chiesa della Visitazione di Nostra Signora, consacrata nel 1489; tra il 1500 e il 1503 i frati fondarono anche la vicina chiesa di San Giovanni Battista, che nel 1612 fu intitolata anche alla Beata Vergine Addolorata.
Nel 1805 i decreti napoleonici sancirono la soppressione dell'ordine dei Servi di Maria e la confisca del monastero e dell'annessa chiesa della Visitazione di Nostra Signora, che fu reintitolata alla Beata Vergine Addolorata, a scapito della chiesa di San Giovanni Battista.
Nel 1845 il convento, assegnato al Comune di Bardi, divenne sede di una scuola femminile, gestita dalle monache benedettine del monastero di San Raimondo di Piacenza.
Nel 1873 il tempio fu elevato al rango di parrocchia, prendendo il posto della vicina chiesa di San Giovanni Battista.
Nel 1932 l'antico edificio fu completamente abbattuto e furono avviati i lavori di costruzione dell'attuale luogo di culto neobizantino, progettato dall'architetto Camillo Uccelli; dopo due anni la nuova chiesa fu completata e il 16 giugno del 1934 fu solennemente consacrata.

## Descrizione

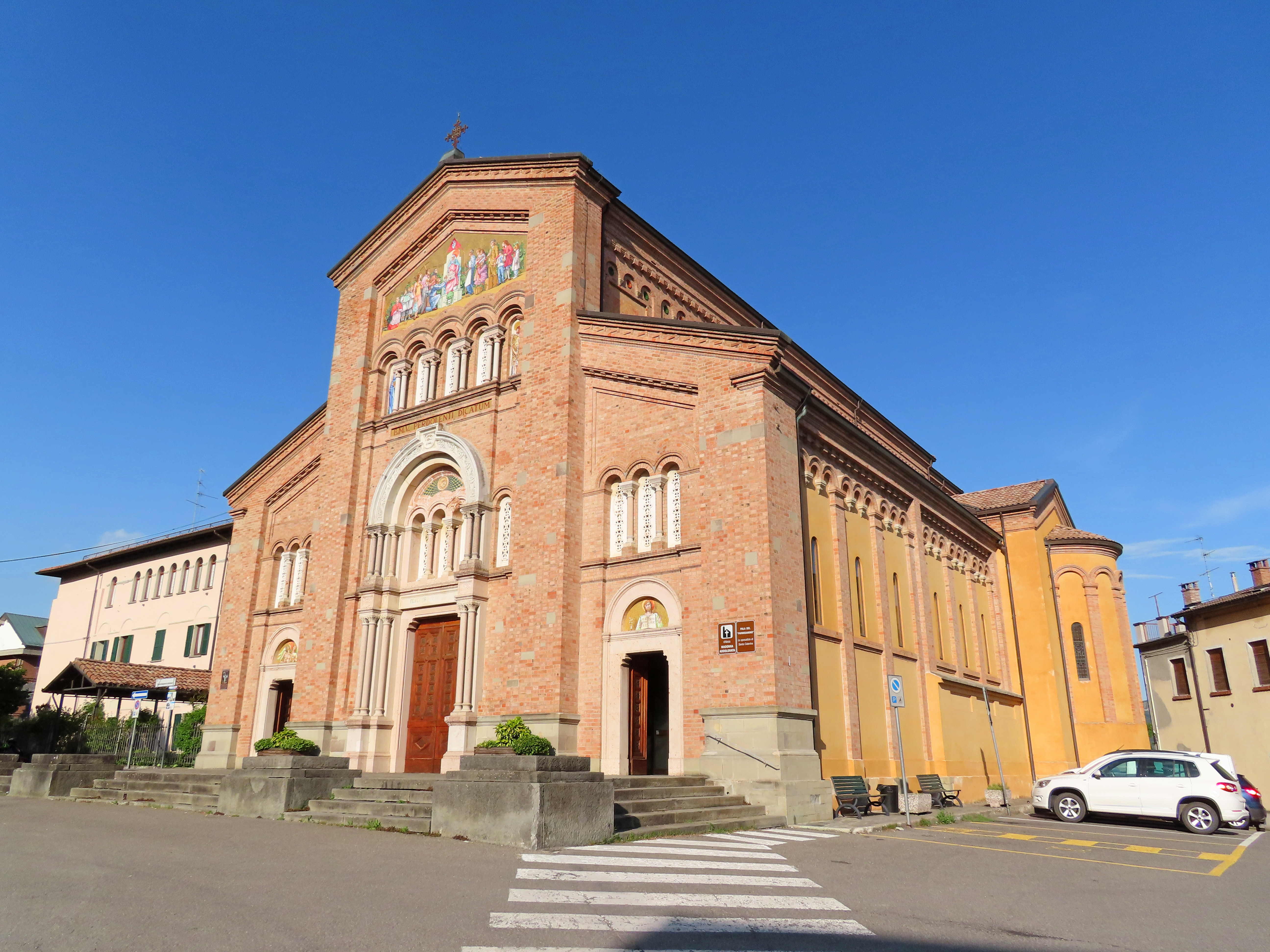
Facciata e lato sud

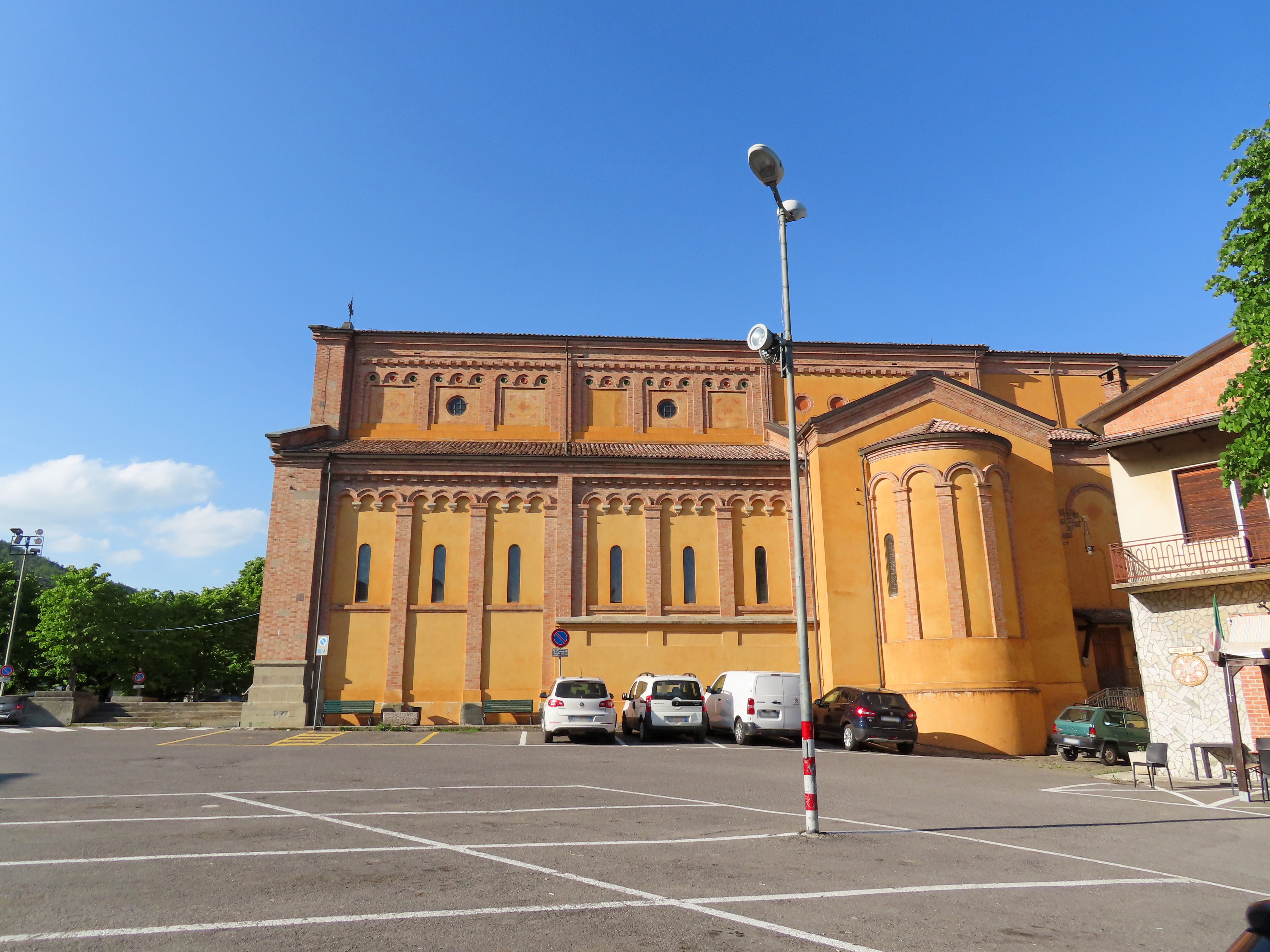
Lato sud

La chiesa si sviluppa su un impianto basilicale a tre navate, affiancate su entrambi i fianchi da tre cappelle laterali.
La simmetrica facciata a salienti, rivestita in laterizio, è preceduta dall'ampio sagrato, circondato da una scalinata in pietra a cinque rampe.
Il corpo centrale, in lieve aggetto, è affiancato da larghe paraste, che si innalzano sul basamento in conci di pietra; nel mezzo è collocato il portale d'accesso principale, sovrastato da una trifora con colonnine e più in alto da una lunetta in marmo rosso, decorata con un motivo geometrico in marmo verde e, al centro, la rappresentazione del Sole raggiante; su entrambi i lati si eleva un doppio ordine di tre colonnine, con basi e capitelli scolpiti, a sostegno di un arco a tutto sesto in rilievo ornato con bassorilievi raffiguranti foglie d'acanto, medaglioni e, in chiave di volta, l'Agnello; a lato della trifora si aprono due monofore ad arco a tutto sesto, chiuse da lastre di pietra bianca traforata. Più in alto sono collocate altre cinque monofore ad arco, suddivise da colonnine binate; le due più esterne ospitano i mosaici raffiguranti la Madonna Addolorata e San Giovanni Battista. In sommità si staglia all'interno del timpano triangolare un grande dipinto a sfondo dorato, rappresentante la Madonna in trono che regge il modello della chiesa e ai lati la comunità di Bardi.
I più bassi corpi laterali, delimitati anch'essi da larghe paraste, sono caratterizzati dalla presenza dei due portali d'ingresso secondari, delimitati da cornici in marmo rosa e sormontati da archi a tutto sesto, che contengono lunette decorate con mosaici a sfondo dorato; più in alto si aprono due trifore chiuse da lastre di pietra traforata e suddivise da colonnine.

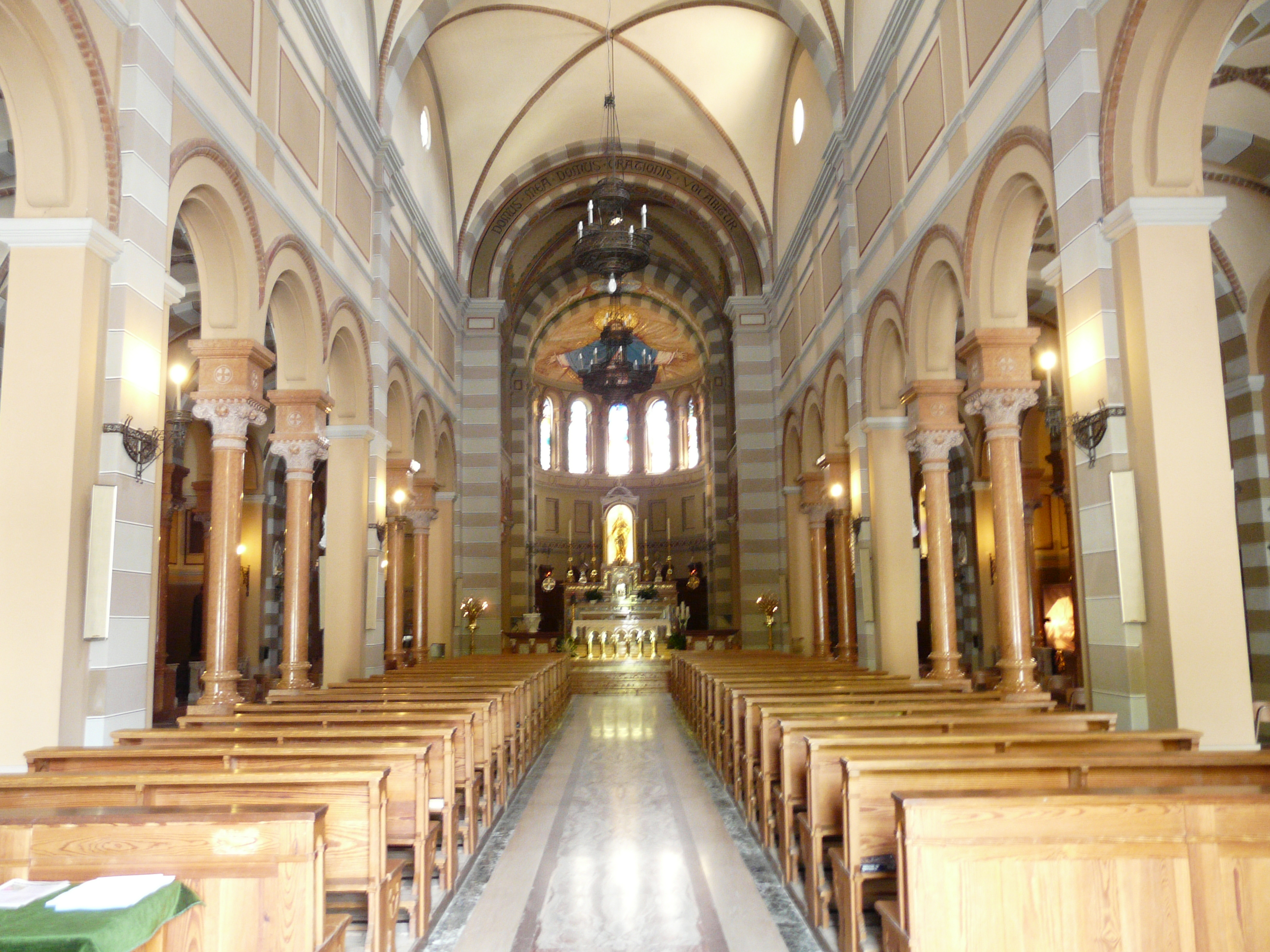
Navata centrale

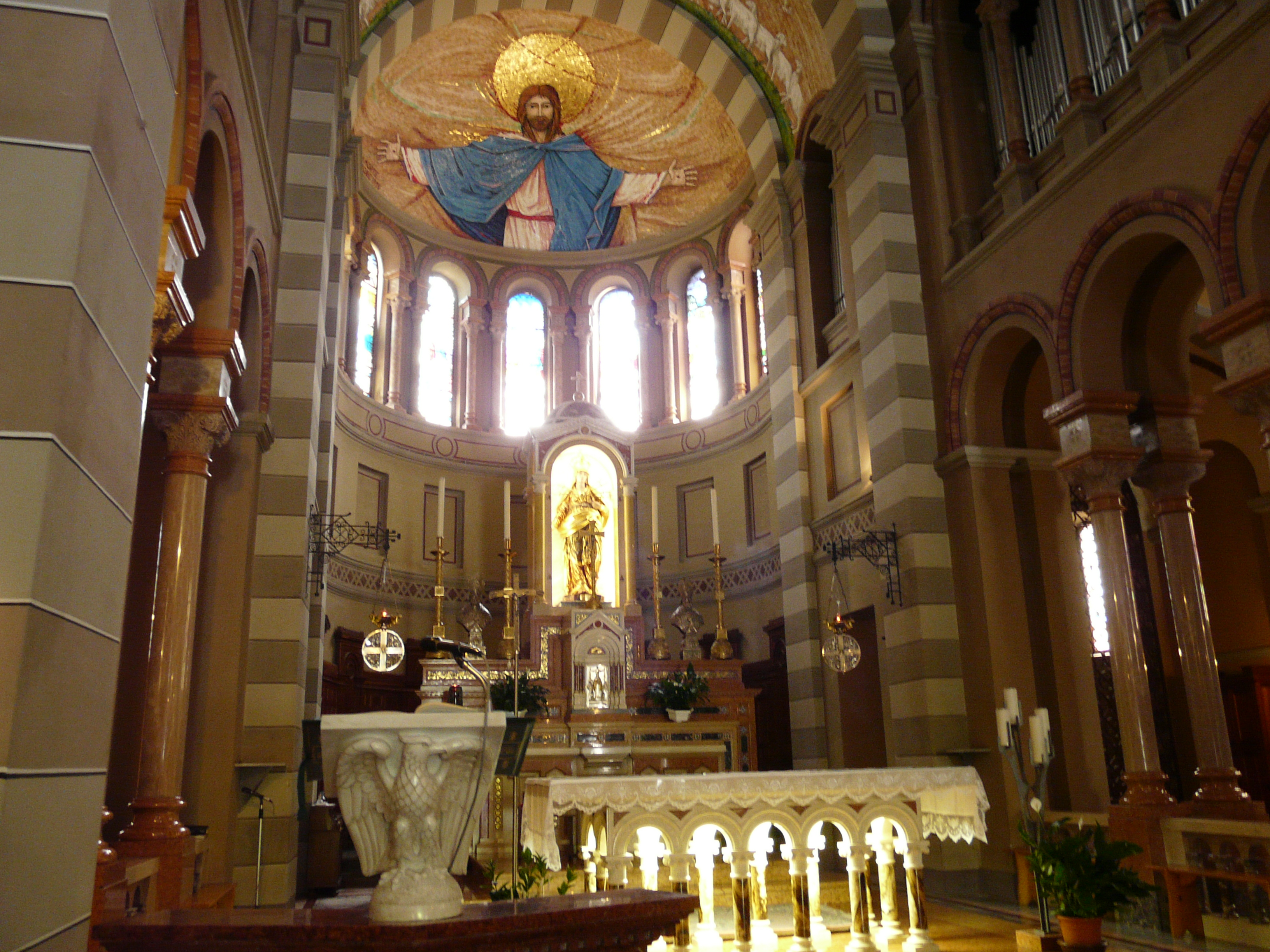
Presbiterio e abside

I fianchi intonacati, scanditi da lesene e archetti pensili in laterizio, sono bucati da strette monofore ad arco a tutto sesto e, nella parte superiore, da finestre circolari.
Sul retro il lungo presbiterio absidato è scandito da paraste a sostegno di archi a tutto sesto, che inquadrano sottili monofore a tutto sesto.
All'interno la navata centrale, suddivisa in tre campate, è coperta da volte a crociera intonacate con costoloni in cotto; su ogni fianco si innalzano tre massicci pilastri ornati con lesene, alternati a coppie di colonne in marmo giallo coronate da capitelli corinzi in pietra e pulvini in marmo giallo, a sostegno di arcate a tutto sesto. Le navate laterali, suddivise in nove campate, sono coperte anch'esse da volte a crociera con costoloni; dai fianchi si affacciano le cappelle, chiuse da balaustre e arcate su colonne in marmo giallo.
Il presbiterio, leggermente rialzato, è preceduto da un'ampia arcata a tutto sesto, retta da pilastri; coperto da volta a botte, è separato dalle due cappelle absidate poste al termine delle navate laterali da archi retti da colonne binate in marmo giallo, con capitelli corinzi e pulvini. Sul fondo l'abside, con catino decorato da mosaico raffigurante Cristo Pantocrator, è illuminata da una serie di monofore ad arco tutto sesto, suddivise da colonnine binate in marmo.

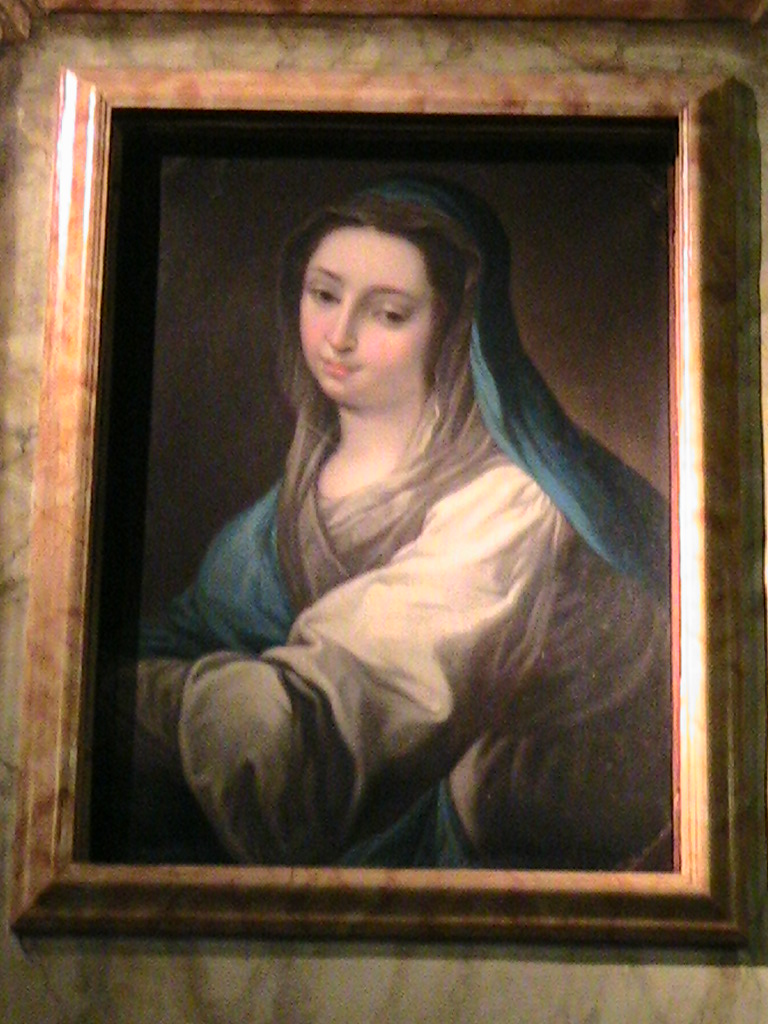
Carlo Francesco Nuvolone (attr.), Busto della Vergine, XVII secolo

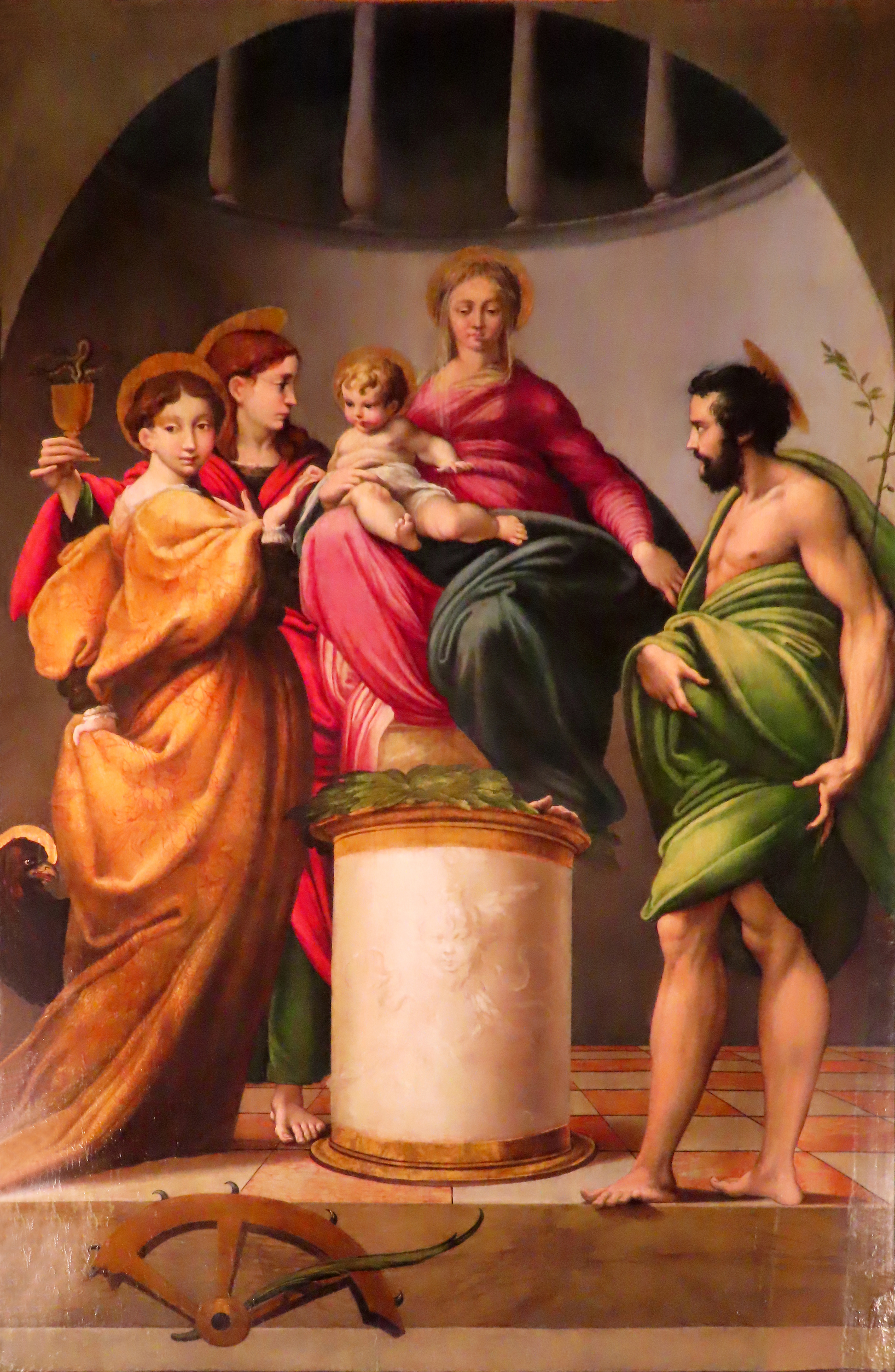
Parmigianino, Sposalizio di santa Caterina e i santi Giovanni Evangelista e Giovanni Battista, 1521-1522

Al centro si innalza l'altare maggiore, sovrastato da un'edicola contenente una seicentesca statua lignea raffigurante l'Addolorata, realizzata dallo scultore Berni. Più avanti è collocato l'altare a mensa post-conciliare, sostenuto da colonnine in marmo rosso di Verona con capitelli, realizzato tra il 1960 e il 1970; alla stessa epoca risale anche l'ambone, ornato da un bassorilievo rappresentante l'Aquila di San Giovanni Evangelista, scolpito da Paolo Perotti.
La chiesa conserva alcune opere d'arte di pregio, in parte provenienti dalla vicina chiesa di San Giovanni Battista; all'inizio della navata laterale destra è appeso un crocifisso risalente al XV secolo, mentre all'interno delle cappelle sono ospitati i dipinti raffiguranti Sant'Andrea, risalente alla metà del XVII secolo, e il Busto della Vergine, realizzato nel XVII secolo e attribuito a Carlo Francesco Nuvolone.
All'interno della cripta è inoltre conservato un crocifisso ligneo risalente alla fine del XV secolo, mentre nella sagrestia si trovano arredi e paramenti antichi, tra cui alcune pianete del XVIII secolo. La canonica occupa alcuni ambienti del soppresso convento dei serviti; una sala è decorata sulla volta di copertura con un affresco raffigurante l'Ultima Cena, risalente alla seconda metà del XVII secolo.
La chiesa è sotto tutela della Soprintendenza Archeologia, belle arti e paesaggio per le province di Parma e Piacenza.

### Sposalizio di santa Caterina e i santi Giovanni Evangelista e Giovanni Battista
La cappella a destra del presbiterio ospita l'opera di maggior pregio della chiesa: lo Sposalizio di santa Caterina e i santi Giovanni Evangelista e Giovanni Battista, meglio nota come Pala di Bardi, realizzata dal Parmigianino tra il 1521 e il 1522.
Il quadro fu dipinto dall'artista manierista a Viadana, ove si era rifugiato col cugino Girolamo Bedoli all'epoca della guerra per il possesso del Ducato di Milano, che oppose l'imperatore Carlo V d'Asburgo e i Francesi; l'olio in seguito pervenne al principe Federico Landi, che lo espose con altre importanti opere all'interno del castello di Bardi.